# Purpur-Deutzie
Die Purpur-Deutzie (Deutzia purpurascens) ist ein kleiner Strauch mit überhängenden Zweigen und weißen, außen rot überlaufenen Blüten aus der Familie der Hortensiengewächse (Hydrangeaceae). Das natürliche Verbreitungsgebiet der Art liegt im Westen Chinas. Sie wird selten als Zierstrauch gepflanzt.

## Beschreibung
Die Purpur-Deutzie ist ein 1 bis 2 Meter hoher Strauch mit überhängenden, dünnen Zweigen. Die Blüten tragenden Zweige sind 5 bis 12 Zentimeter lang und zwei- bis vierblättrig. Die Laubblätter haben einen 2 bis 6 Millimeter langen Stiel. Die Blattspreite ist einfach, breit eiförmig-lanzettlich oder eiförmig-länglich, 4 bis 9,5 Zentimeter lang und 2 bis 2,8 Zentimeter breit, dünn ledrig bis häutig, lang zugespitzt oder selten spitz, mit gerundeter oder breit keilförmiger Basis und fein gesägtem Blattrand. Die Blattoberseite ist rau und locker mit drei- bis fünfstrahligen Sternhaaren mit zentralem Härchen besetzt; die Unterseite ist grünlich und mit vier- bis acht-, selten zehnstrahligen Sternhaaren besetzt, die Sternhaare auf den Blattadern haben zusätzlich mittig angeordnete Härchen.
Die Blütenstände sind 4 bis 6 Zentimeter lange und 5 bis 7 Zentimeter durchmessende, schirmförmige Trugdolden aus drei bis zwölf 2 Zentimeter breiten Blüten. Der Blütenstiel ist 0,5 bis 3 Zentimeter lang. Der Blütenbecher ist bei einem Durchmesser von etwa 4 Millimetern 2,5 bis 3,5 Millimeter lang. Die Kelchzipfel sind lanzettlich oder länglich lanzettlich, ledrig und 4 bis 4,5 Millimeter lang. Die Kronblätter sind weiß und außen lebhaft rot überlaufen, länglich oder verkehrt-eiförmig, 1,2 bis 1,7 Millimeter lang, 5 bis 8 Millimeter breit, mit stumpfer Spitze. Die äußeren Staubblätter sind 5 bis 8 Millimeter lang, die Zähne der Staubfäden reichen über die Staubbeutel hinaus und die Staubbeutel sind gestielt und länglich. Die inneren Staubblätter sind kürzer als die äußeren, die Staubfäden sind an der Spitze zweilappig und die Staubbeutel wachsen außen etwa in der Mitte der Staubfäden. Die drei oder vier Griffel sind etwas kürzer bis gleich lang wie die Staubblätter. Die Kapselfrüchte sind halbkugelförmig und haben Durchmesser von etwa 4,5 Millimeter. Die Kelchzipfel bleiben zurückgebogen an den Früchten erhalten. Die Purpur-Deutzie blüht von April bis Juni, die Früchte reifen von Juni bis Oktober.

## Vorkommen und Standortansprüche
Das natürliche Verbreitungsgebiet liegt in der gemäßigten Zone Chinas in der Provinz Sichuan, im Südosten von Xizang und in Yunnan. Die Purpur-Deutzie wächst in Dickichten in 2600 bis 3500 Metern Höhe auf frischen, schwach sauren bis schwach alkalischen, sandig-lehmigen bis lehmigen, mäßig nährstoffreichen Böden an sonnigen bis lichtschattigen Standorten. Die Art ist wärmeliebend und meist frosthart.

## Systematik
Die Purpur-Deutzie (Deutzia purpurascens) ist eine Art aus der Gattung der Deutzien (Deutzia). Sie wird der Familie der Hortensiengewächse (Hydrangeaceae) in der Unterfamilie Hydrangeoideae und der Tribus Philadelpheae zugeordnet. Die Art wurde 1894 von Louis Henry erstmals gültig wissenschaftlich als Deutzia discolor var. purpurascens (Basionym) beschrieben. Alfred Rehder erkannte ihr 1911 Artstatus zu. Das Artepitheton purpurascens kommt aus dem Lateinischen und bedeutet „sich purpurrot verfärbend“.

## Verwendung
Die Purpur-Deutzie wird manchmal wegen ihrer Blüten als Zierstrauch verwendet.

## Nachweise